# Rescisión por lesión
La rescisión por lesión es una acción que tienen los vendedores o sus herederos para rescindir las transferencias de inmuebles que han sido traspasados por un precio inferior a la mitad del valor de mercado de dicho inmueble. Los requisitos para su ejercicio son que se trate de transferencias de bienes inmuebles y que el precio de transmisión sea inferior a la mitad del valor que el inmueble tenga como precio de venta. El plazo para ejercer esta acción es de cuatro años desde la fecha del contrato. El adquirente puede evitar la rescisión de la transmisión pagando la diferencia entre lo que abonó y el precio de mercado.